# Vincent Jay
Vincent Nicolas Jay (ur. 18 maja 1985 w Albertville) – francuski biathlonista, dwukrotny medalista olimpijski.

## Kariera
Pierwszy sukces w karierze osiągnął w 2005 roku, zdobywając brązowy medal w sztafecie podczas mistrzostw świata juniorów w Kontiolahti. Na rozgrywanych rok później mistrzostwach świata juniorów w Presque Isle był drugi w sprincie, a w sztafecie zdobył tym razem złoty medal.
W zawodach Pucharu Świata zadebiutował 23 marca 2006 roku w Oslo, zajmując 65. miejsce w sprincie. Pierwsze punkty wywalczył 29 listopada 2007 roku w Kontiolahti, gdzie zajął 31. miejsce w biegu indywidualnym. Na podium zawodów tego cyklu po raz pierwszy stanął 11 marca 2009 roku w Whistler, wygrywając rywalizację w biegu indywidualnym. W zawodach tych wyprzedził Niemca Daniela Böhma i Jeremy'ego Teelę z USA. W kolejnych startach jeszcze trzy razy stawał na podium, odnosząc przy tym jeszcze jedno zwycięstwo: 14 lutego 2010 roku w tej samej miejscowości był najlepszy w sprincie. Najlepsze wyniki osiągnął w sezonie 2009/2010, kiedy zajął 11. miejsce w klasyfikacji generalnej.
Największy sukces w karierze osiągnął na igrzyskach olimpijskich w Vancouver w 2010 roku, gdzie został pierwszym w historii francuskim mistrzem olimpijskim w sprincie. Na podium wyprzedził Emila Hegle Svendsena z Norwegii i Chorwata Jakova Faka. Dwa dni później nie obronił pierwszej pozycji w biegu pościgowym, zdobył jednak brązowy medal, ulegając tylko Björnowi Ferry'emu ze Szwecji i Austriakowi Christophowi Sumannowi. Na tych samych igrzyskach zajął też 60. miejsce w biegu indywidualnym, ósme w biegu masowym oraz szóste w sztafecie. Kilkukrotnie startował na mistrzostwach świata, jednak nie zdobył medalu. Najbliżej podium był w 2009 roku, kiedy na mistrzostwach świata w Pjongczangu wraz z kolegami z reprezentacji zajął czwarte miejsce w sztafecie. Był też między innymi dziewiętnasty w biegu indywidualnym podczas mistrzostw świata w Chanty-Mansyjsku dwa lata później.
W 2007 roku na wojskowych narciarskich mistrzostwach świata w Võru/Haanja zdobył złoty medal w zawodach drużynowych
Jest żołnierzem Francuskich Sił Zbrojnych. Jego żoną w 2014 roku została była francuska narciarka alpejska Marie Marchand-Arvier.

## Osiągnięcia

### Igrzyska olimpijskie
| Rok  | Miejscowość | Konkurencje | Konkurencje | Konkurencje | Konkurencje | Konkurencje | Konkurencje | Konkurencje |
| Rok  | Miejscowość | IN          | SP          | PU          | MS          | RL          | MR          | SR          |
| ---- | ----------- | ----------- | ----------- | ----------- | ----------- | ----------- | ----------- | ----------- |
| 2010 | Vancouver   | 60.         | 1.          | 3.          | 8.          | 6.          | nd.         | –           |

### Mistrzostwa świata
| Rok  | Miejscowość     | Konkurencje | Konkurencje | Konkurencje | Konkurencje | Konkurencje | Konkurencje | Konkurencje |
| Rok  | Miejscowość     | IN          | SP          | PU          | MS          | RL          | MR          | SR          |
| ---- | --------------- | ----------- | ----------- | ----------- | ----------- | ----------- | ----------- | ----------- |
| 2008 | Östersund       | –           | –           | –           | –           | –           | 7.          | –           |
| 2009 | Pjongczang      | 23.         | 43.         | 39.         | –           | 4.          | –           | –           |
| 2011 | Chanty-Mansyjsk | 19.         | 45.         | 56.         | –           | 12.         | –           | –           |
| 2012 | Ruhpolding      | 29.         | –           | –           | –           | –           | –           | –           |

### Mistrzostwa świata juniorów
| Rok  | Miejscowość     | Konkurencje | Konkurencje | Konkurencje | Konkurencje | Konkurencje | Konkurencje | Konkurencje |
| Rok  | Miejscowość     | IN          | SP          | PU          | MS          | RL          | MR          | SR          |
| ---- | --------------- | ----------- | ----------- | ----------- | ----------- | ----------- | ----------- | ----------- |
| 2004 | Haute Maurienne | 7.          | 15.         | 15.         | nd.         | 5.          | nd.         | –           |
| 2005 | Kontiolahti     | 38.         | 14.         | 14.         | nd.         | 2.          | nd.         | –           |
| 2006 | Presque Isle    | 10.         | 2.          | 7.          | nd.         | 2.          | nd.         | –           |

### Puchar Świata

#### Miejsca w klasyfikacji generalnej
| Sezon     | Miejsce |
| --------- | ------- |
| 2005/2006 | -       |
| 2006/2007 | -       |
| 2007/2008 | 83.     |
| 2008/2009 | 29.     |
| 2009/2010 | 11.     |
| 2010/2011 | 20.     |
| 2011/2012 | 48.     |
| 2012/2013 | 99.     |

#### Miejsca na podium zawodów PŚ chronologicznie
| Lp. | Dzień     | Rok  | Miejscowość | Konkurencja                | Lokata | Pudła   | Czas biegu | Strata | Zwycięzca       |
| --- | --------- | ---- | ----------- | -------------------------- | ------ | ------- | ---------- | ------ | --------------- |
| 1.  | 11 marca  | 2009 | Whistler    | Bieg indywidualny na 20 km | 1.     | 0+0+0+0 | 49:53,9    | –      | –               |
| 2.  | 14 lutego | 2010 | Whistler    | Sprint na 10 km            | 1.     | 0+0     | 24:20,0    | –      | –               |
| 3.  | 16 lutego | 2010 | Whistler    | Bieg pościgowy na 12,5 km  | 3.     | 0+0+1+1 | 34:06,61   | +28,2  | Björn Ferry     |
| 4.  | 14 marca  | 2010 | Kontiolahti | Bieg pościgowy na 12,5 km  | 3.     | 0+0+0+0 | 32:50,7    | +15,6  | Martin Fourcade |